# Pinguicula antarctica
Pinguicula antarctica este o specie de plante carnivore din genul Pinguicula, familia Lentibulariaceae, ordinul Lamiales, descrisă de Vahl. Conform Catalogue of Life specia Pinguicula antarctica nu are subspecii cunoscute.